# Lucillella camissa
Lucillella camissa är en fjärilsart som beskrevs av William Chapman Hewitson 1870. Lucillella camissa ingår i släktet Lucillella och familjen Riodinidae. Inga underarter finns listade i Catalogue of Life.

## Bildgalleri

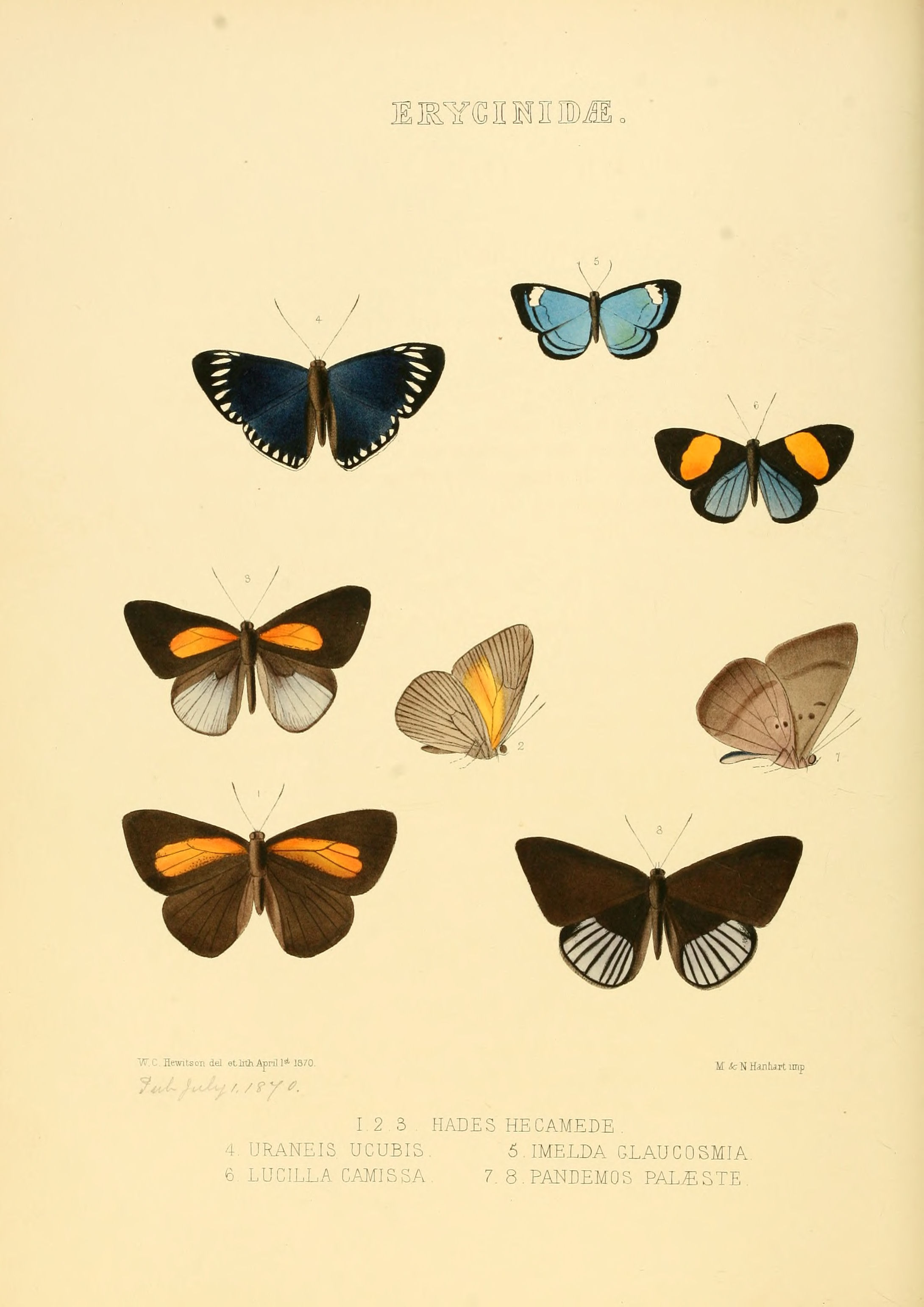